# Magnus Decentius
Magnus Decentius (? - 18 augustus 353) was Romeins Caesar van 351 tot 18 augustus 353 onder de opstandige keizer Magnentius.
Decentius was vermoedelijk de broer van Magnentius en werd door hem in de winter van 351 tot Caesar benoemd om de Rijngrens en Gallia te beschermen. Een echt eenvoudige taak was dit niet, omdat Magnentius de meeste troepen had meegenomen op zijn veldtocht tegen Constantius II. Decentius schijnt dan ook een aantal nederlagen hebben moeten incasseren tegen de Germanen en de Alemannen. Decentius werd benoemd tot consul in 352 en 353.
Na de slag bij Mons Seleuci pleegde hij op 18 augustus 353 zelfmoord, een week na zijn broer, om zich aan de wraak van Constantius te onttrekken.